# Problem skoczka szachowego

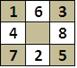
Próba rozwiązania problemu dla planszy 3x3

Problem skoczka szachowego – zadanie polegające na obejściu skoczkiem wszystkich pól planszy tak, żeby na każdym polu stanąć raz i tylko raz. Jeśli skoczek może po ostatnim ruchu wrócić na pole, z którego zaczynał, to mówimy o zamkniętej ścieżce skoczka szachowego. Jeśli skoczek może obejść wszystkie pola, ale po ostatnim ruchu nie może wrócić na startowe pole, to mówimy o ścieżce otwartej.

## Rozwiązanie problemu dla plansz kwadratowych
Dla planszy o wymiarach 3 na 3 skoczek może obejść osiem pól, ale na dziewiąte, środkowe nie może wskoczyć.
Na takiej planszy więc nie da się rozwiązać tego problemu. Dla planszy 4 na 4 też nie istnieje rozwiązanie. Ale dla wszystkich plansz kwadratowych o boku większym od czterech można znaleźć taką ścieżkę otwartą dla skoczka, żeby obszedł wszystkie pola dokładnie jeden raz.
|  |  |